# Trichomycterus reinhardti
Trichomycterus reinhardti és una espècie de peix de la família dels tricomictèrids i de l'ordre dels siluriformes.

## Morfologia
Els mascles poden assolir els 6,5 cm de llargària total.

## Distribució geogràfica
Es troba a la conca del São Francisco al Brasil.